# Ardabúrio (cônsul em 427)
Flávio Ardabúrio (em latim: Flavius Ardaburius; em grego medieval: Φλάβιος Ἀρδαβούριος; romaniz.: Flávios Ardaboúrios) foi um oficial bizantino de origem alana dos séculos IV e V, ativo durante o reinado do imperador Teodósio II (r. 408–450). Era pai de Áspar e avô de Ardabúrio, Hermenerico e Júlio Patrício. Em 421, como mestre dos soldados (estratego) no Oriente, comandou um exército quando a guerra eclodiu com o Império Sassânida do xá Vararanes V (r. 420–438). Cruzou à Armênia, onde pilhou Arzanena, e marchou rumo a Mesopotâmia para invadir a Pérsia e sitiar Nísibis. Sua vitória foi anunciada em Constantinopla em setembro. Em 422, com a ajuda de Maximino, emboscou e matou sete generais persas. Com o findar da guerra, foi substituído por Procópio e chamado a Constantinopla, onde serviria como mestre dos soldados na presença.
Em 424, foi enviado com Áspar pelo imperador para derrubar o usurpador João (r. 423–425) na Itália. Velejou de Salona, mas caiu nas mãos do inimigo dado o mau vento. Embora bem tratado em Ravena, conseguiu subverter alguns dos oficiais de João. Áspar foi então capaz de capturar a cidade e derrotá-lo em 425. Após seu retorno a Constantinopla, quiçá ainda servindo como mestre dos soldados, foi feito cônsul em 427 com Hiério. Foi descrito no missório de seu filho segurando um cetro. Se sabe que o futuro imperador Marciano (r. 450–457) o serviu como doméstico antes de servir a Áspar.